# Alf Rolfsen
Alf Rolfsen (* 28. Januar 1895 in Kristiania; † 10. November 1979 in Oslo) war ein norwegischer Maler, der sich hauptsächlich dem Fresko widmete. Als sein Hauptwerk gelten die Fresken im Osloer Neuen Krematorium.
Rolfsen studierte an der Königlich Dänischen Kunstakademie in Kopenhagen, war aber zeit seines Lebens vornehmlich in Norwegen tätig. Von ihm stammen auch einige der Fresken im Rathaus von Oslo. Rolfsen erhielt 1971 den Ehrenpreis des norwegischen Kulturrats.